# Courdemanche, Eure
Courdemanche là một xã thuộc tỉnh Eure trong vùng Normandie miền bắc nước Pháp.